# Stuck Inside of Mobile with the Memphis Blues Again
"Stuck Inside of Mobile with the Memphis Blues Again" é uma canção escrita pelo músico e compositor norte-americano Bob Dylan, lançada no álbum Blonde on Blonde em 1966. A versão do álbum também aparece em Bob Dylan's Greatest Hits Vol. II. Uma tomada de estúdio, feita num tempo de gravação mais rápido, foi lançado em The Bootleg Series Vol. 7: No Direction Home: The Soundtrack, em 2005. Como a gravação indica, Dylan teve dificuldade em encaixar as palavras no ritmo, e evidentemente isso levou ao seu rearranjo, como foi ouvido em Blonde on Blonde, num "rock" mais orientado ao compasso quaternário.
Uma versão ao vivo da música aparece no álbum Hard Rain, de 1976, e também foi lançada como single com "Rita May" como o lado B.

## Gravação
Todas as vinte tomadas de "Stuck Inside of Mobile" foram gravadas na madrugada de 17 de fevereiro de 1966, no Columbia Music Studios, em Nashville. Dylan reformulou a música continuamente no estúdio, revisando as letras e mudando a estrutura enquanto gravava diferentes tomadas. Eventualmente, depois de gravar por três horas, uma tomada mestre, a vigésima e última, foi escolhida. A tomada cinco acabaria por ser lançada em The Bootleg Series Vol. 7.
Toda a sessão de gravação foi lançada na edição de 18 discos de The Bootleg Series Vol. 12: The Cutting Edge 1965–1966 em 2015, com destaques às faixas não editadas que aparecem nas versões de 6 e 2 discos desse álbum.

## Regravações
O Grateful Dead regravou a música em seus shows ao vivo durante os anos 1980 e 1990, e a tocou quando o próprio Dylan fez uma turnê com eles em 1987. Cat Power apresentou a música na trilha sonora do filme I'm Not There. O artista espanhol Kiko Veneno fez um cover desta música numa versão de rumba (um subgênero de flamenco). O North Mississippi Allstars apresentou a música em seu álbum Keys to the Kingdom, de 2011. Elvis Costello realizou uma versão solo ao vivo em Mobile, Alabama, em 13 de março de 2015. O Old Crow Medicine Show apresentou a música em seu álbum de homenagem 50 Years of Blonde on Blonde, de 2017.

## Na cultura popular
- "Stuck Inside of Mobile" é usada no filme Fear and Loathing in Las Vegas, e é mencionada no livro de Hunter S. Thompson.
- John Lennon escreveu uma paródia intitulada "Stuck Inside of Lexicon with the Roget's Thesaurus Blues Again", opinando que Dylan estava usando letras obscuras muito extensivamente.[5]
- A canção do Sisters of Mercy, "Dominion/Mother Russia", apresenta o verso "presa dentro de Memphis com a caravana", como um jogo de palavras com o título desta canção.
- A música também inspirou o nome do Memphis Group, um movimento de design dos anos 80, com o seu título.[6][7]
- Também foi usada como primeira e última música da estação de rádio norte-americana WABD, de Mobile, em 5 de fevereiro de 1973 e 29 de fevereiro de 2012, respectivamente.